# Comitia curiata
Comitia curiata was de oudste en oorspronkelijk de enige Romeinse volksvergadering. De Romeinse gentes (of clans) waren sinds de koningstijd gegroepeerd in 30 curiae. De oorspronkelijke bevoegdheden van deze comitia curiata gingen in de loop der tijden geleidelijk verloren ten voordele van de andere comitiae, de comitia tributa en de comitia centuriata.
In historische tijden kwam deze vergadering nog slechts bijeen voor de officiële bekrachtiging van magistraten, testamentaire en adoptieregelingen, wat uiteindelijk verviel tot een loutere formaliteit.
De comitia curiata werden in de regel bijeengeroepen door de pontifex maximus.